# الهجمات على أبو ظبي 2022
الهجمات على أبو ظبي 2022، هي هجوم بطائرة دون طيار في 17 يناير 2022 استهدف مطار أبو ظبي الدولي في أبو ظبي، عاصمة الإمارات العربية المتحدة. تبنى الحوثيون الهجمات، وقد أدانت الحكومة الإماراتية ومنظمات عربية ودولية الهجمات التي وصفتها بالإرهابية. قُتِل في الهجمات ثلاثة أشخاص، اثنان يحملان الجنسية الهندية وآخر يحمل الجنسية الباكستانية.

## خلفية
تعيش اليمن حربًا أهلية منذ 2014. يقود المجلس السياسي الأعلى الثائرين، ويتألف المجلس بشكل رئيسي من الحركة الإسلامية الشيعية المعروفة باسم «الحوثيون» التي تقوده. تُعارض هذه القوى حكومة منصور هادي. في عام 2015، تدخّل تحالف تقوده السعودية، ويضم الإمارات العربية المتحدة، لدعم قوات حكومة هادي ومساعدتها. واتهمت المملكة العربية السعودية ومؤيدوها جمهورية إيران الإسلامية بدعم واستخدام الحوثيين لخوض حرب بالوكالة، وهو ما نفته إيران. تلعب الإمارات دورًا مهمًا في الحرب، إذ تقدم مساعدات كبيرة للميليشيات الموالية للحكومة ومنها ألوية العمالقة.
خلال النزاع، الذي شهد ما يعد أكبر أزمة إنسانية في العالم، شن الحوثيون الكثير من الهجمات خارج اليمن، خاصة على المملكة العربية السعودية. استهدف عدد قليل جدًا من الهجمات مواقع خارج المملكة العربية السعودية واليمن. يزعم الحوثيون أنهم نظموا هجمات متعددة في أنحاء الإمارات العربية المتحدة قبل عام 2022، لكن السلطات الإماراتية تنفي هذه المزاعم.
في عام 2019، أعلنت قوات الحوثيين أنها ضربت منشأة نفطية سعودية كبرى. واتهمت الحكومة السعودية إيران بالتواطؤ في الهجمات، ونفت إيران ذلك. وجدت التحقيقات التي أجرتها الأمم المتحدة أدلة ضئيلة على أن مثل هذه العملية المتطورة لا يمكن أن ينفذها الحوثيون دون مساعدة مباشرة من قوة أجنبية. وفي عام 2020، وردًا على ما اعتُبر تهديدًا للمنطقة، اغتالت الولايات المتحدة اللواء الإيراني قاسم سليماني، ما زاد عدم الاستقرار في الشرق الأوسط إذ كانت القوات الموالية لإيران تجاهد من أجل الحفاظ على بعض النفوذ في المنطقة. في عام 2021، حاولت القوات شبه العسكرية الشيعية العراقية اغتيال رئيس الوزراء العراقي مصطفى الكاظمي، وهو ما شكل نقطة تحول مهمة في تاريخ المنطقة. واتهمت شخصيات موالية للسعودية ومؤيدة للغرب إيران بتزويد الفاعلين بطائرات دون طيار. نفت إيران علاقتها بالهجوم وأدانت محاولة قتل كاظمي. وفي 2021، رفع جو بايدن الحوثيين من قائمة الولايات المتحدة للمنظمات الإرهابية ليتمكن المدنيون اليمنيون من الحصول على المساعدات الإنسانية.
في 11 يناير2022، خسر الحوثيون ثلاث مناطق خلال الاشتباكات في محافظة شبوة لصالح ألوية العمالقة التي تدربها الإمارات، ما أدى إلى انهيار عين وبيحان وعسيلان وفقًا للقوات الحكومية بقيادة هادي. أحبطت خطط الحوثيين لشن هجوم على مدينة مأرب اليمنية، ما دعا إلى إحداث تغييرات كبيرة في خططهم.
قبل أيام قليلة من الهجوم على المدينة، وفي الذكرى الثانية لوفاة قاسم سليماني، استولى الحوثيون على سفينة الشحن الإماراتية روابي وداهموها بالقرب من الحُديدة، قائلين إنها تحمل معدات عسكرية أرادت الإمارات إرسالها إلى القوات الموالية للحكومة اليمنية. قال التحالف إن السفينة كانت تحمل معدات مستشفيات.

## الهجمات
قرابة الساعة 10:00 صباحًا، في 17 يناير2022، ضربت طائرات دون طيار ثلاث مركبات للتزود بالوقود في مصفاة نفط تابعة لشركة بترول أبو ظبي الوطنية في مصفّح. قال متحدث عسكري حوثي إن الجماعة أطلقت «عددًا كبيرًا» من طائرات دون طيار وخمسة صواريخ باليستية في الهجوم. وأعلنت الإمارات العربية المتحدة عن اعتراض عدد من الصواريخ والطائرات دون طيار. أشعل هجوم بطائرة دون طيار النار في منطقة الإنشاءات الجديدة التابعة لمطار أبو ظبي الدولي، ولم تسجل أي وفيات. تعرفت شرطة أبو ظبي على مواطنين هنديين ومواطن باكستاني قتلوا خلال الهجوم، وأصبح هؤلاء الضحايا أول من يقتل على يد الحوثيين في الإمارات. أصيب ستة أشخاص جراء هذه الهجمات.
كشفت دراسة أجرتها وكالة أسوشيتد برس تفحصت صور الأقمار الصناعية التي التقطتها بلانيت لابز الدخان المتصاعد فوق منشأة أدنوك. وأظهرت الصور التي التقطت بعد التفجير «علامات الحريق ورغوة إطفاء الحرائق» الموجودة على أرض المنشأة.
بعد وقت قصير من وقوع الضربات، أعلنت السلطات السعودية أنها اعترضت تسعة صواريخ أطلقها الحوثيون.
أعلن يحيى سريع، المتحدث العسكري باسم الحوثيين، مسؤوليته عن الهجوم باسم التنظيم. وذكر مسؤولون حوثيون أن طائرات دون طيار ضربت مطارًا في مدينة دبي، لكن الحكومة الإماراتية لم تجد أي دليل على مثل هذا الهجوم.

## الضحايا
قُتل 3 مدنيين في الهجوم الذي استهدف صهاريج النفط. والضحايا هم هنديان من بنجاب؛ هاريب سينغ وعمره 28 عامًا وهارديف سينغ وعمره 35 عامًا، ومواطن باكستاني من وزيرستان يدعى مامور خان وعمره 29 عامًا. أعيدت جثث الضحايا إلى أوطانهم في الهند وباكستان.
أصيب 6 مدنيين أيضًا؛ 2 مصريين و2 هنود و2 باكستانيان.

## الأعقاب
أدانت الحكومة الإماراتية الهجمات على الفور. وتعهد وزير الخارجية والتعاون الدولي، عبد الله بن زايد آل نهيان، بأن الإمارات لن تترك «المسؤولين عن هذا الاستهداف غير القانوني لبلدنا» وستحاسب الحوثيين على أفعالهم.
أيد تحقيق أولي أجرته السلطات الإماراتية مزاعم الحوثيين بشن هجوم بطائرة دون طيار، بالإضافة إلى إطلاق صواريخ باليستية وصواريخ كروز.
طالبت الإمارات وزير الخارجية الأمريكي أنتوني بلينكن بإعادة الحوثيين إلى قائمة الولايات المتحدة للكيانات الإرهابية. ووعد الرئيس الأمريكي جو بايدن بإعادة النظر في تصنيف التنظيم. اتصل ولي العهد محمد بن زايد آل نهيان هاتفيًا بوزير الخارجية الهندي جايشانكار في اليوم التالي، وعبّر عن تعاطفه مع قتيلي الهجوم الهنديين وعائلتيهما.
في 21 يناير، أصدر مجلس الأمن الدولي قرارًا يدين «بأشد العبارات الهجمات الإرهابية البشعة التي استهدفت أبو ظبي في الإمارات العربية المتحدة يوم الاثنين 17 يناير، بالإضافة إلى مواقع أخرى في المملكة العربية السعودية».
في 24 يناير2022، اعترضت القوات المسلحة الإماراتية صاروخين باليستيين آخرين أطلقهما الحوثيون نحو قاعدة الظفرة الجوية في أبو ظبي. تضم القاعدة المستَهدفة الجوية قوات أمريكية.
واصلت ألوية العمالقة اليمنية بدعم من الإمارات العربية المتحدة الضغط ضد الحوثيين في منطقة مأرب اليمنية المنتجة للطاقة على الرغم من تهديد الحوثيين المدعومين من إيران بشن المزيد من الهجمات ضد الإمارات العربية المتحدة. وفي 25 يناير، أعلنوا أنهم سيطروا على مقاطعة حريب، وهي منطقة في مأرب دخلتها ألوية العمالقة قبل أسبوعين.

### الرد
أعلن التحالف الذي تقوده السعودية في اليمن في وقت لاحق من ذلك اليوم أنه رد بضرب أهداف حوثية في صنعاء. وذكرت وسيلة إعلام تابعة للسعودية مقتل 11 شخصًا. أفادت صحيفة واشنطن بوست ومنصات موالية للحوثيين أن عدد الضحايا بلغ 14 شخصًا، بالإضافة إلى إصابة 11. ومن بين القتلى اللواء عبد الله قاسم الجنيد، وهو مسؤول حوثي وزعيم سابق لأكاديمية القوات الجوية الحوثية في صنعاء مع عدد من أفراد عائلته، منهم زوجته وابنه البالغ من العمر 25 عامًا. قتلت غارة جوية على سجن يقع في مدينة صعدة نحو 80 شخصًا.
وصفت رويترز الضربات بأنها «أعنف ضربات شنها التحالف على صنعاء اليمنية منذ 2019».

## تفاعلات
لقي الهجوم استياءً من دول الخليج، وخاصة الحكومة السعودية التي وصفت الأحداث بـ «هجوم إرهابي جبان». وأدان تركي المالكي الضربات وهدد بعمل عسكري إذا لم يوقف الحوثيون مثل هذه الهجمات. أصدرت البحرين وعمان وقطر والعراق والكويت تنديدات شديدة للهجمات في أبو ظبي. وانضمت إليهم جامعة الدول العربية ومنظمة التعاون الإسلامي.
استنكر اليمن (حيث يعمل الحوثيون) الحادث بشدة، ووصفوه بأنه تصعيد للحرب وعمل إرهابي. وبعد وقت قصير من الإبلاغ عن الهجوم، استنكر وزير الخارجية المصري سامح شكري الحادث، معربًا عن تضامنه مع الإمارات. دعا مستشار الأمن القومي الأمريكي جيك سوليفان إلى محاسبة الجناة قائلًا: إن التزام أمريكا بأمن الإمارات لا يتزعزع، ونحن نقف إلى جانب شركائنا الإماراتيين في مواجهة كل التهديدات لأراضيهم.
قبل كأس العالم للأندية 2021 بأسبوع، حذرت الولايات المتحدة من السفر بسبب الهجمات الصاروخية والطائرات المسيرة التي شنها الحوثيون في الإمارات. رفعت إدارة بايدن مستوى التحذير من السفر إلى الإمارات، بسبب تهديدات الحوثي بالهجمات وارتفاع عدد حالات كوفيد-19 في دول الخليج.